# Escuela Maruyama-Shijō

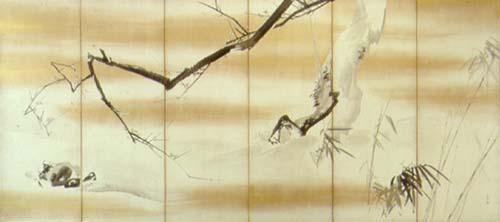
Pino, bambú y ciruela por Maruyama Ōkyo. Esta es una de las dos mamparas existentes, que está conformada por seis pantallas.

La escuela Shijō  (四条派 ha?) de pintura japonesa, también conocida como Maruyama-Shijō, surgió de la unión entre el artista Maruyama Ōkyo (fundador de la escuela Maruyama) y su antiguo estudiante Matsumura Goshun a finales del siglo XVIII. Esta escuela pictórica fue una de las varias academias que conformaban la escuela de arte de Kioto. La escuela adoptó el nombre de Shijō (literalmente significa la cuarta avenida) en honor a una calle de Kioto donde se concentraban gran número de artistas en esa época. Sus principales mecenas fueron mercaderes de los alrededores de Kioto y Osaka, asimismo fue patrocinada por los Kamigata, una clase constituida por familias aristócratas y artesanas de la capital imperial durante los siglos XVIII y XIX. 
Estilísticamente, el género Shijō ha sido descrito como la síntesis de las tendencias pictóricas occidentales y los estilos tradicionalistas de pintura japonesa. Maruyama Ōkyo fue un experto pintor de sumi-e (dibujo monocromático en tinta), y en sus creaciones artísticas logró un alto grado de realismo, enfatizando la observación directa de los objetos representados en la pintura. Su concepción del arte estaba en evidente oposición de las escuelas de arte Kanō y Tosa, las cuales estaban favorecidas oficialmente por el gobierno, y que impulsaban el decoracionismo acompañado del uso de figuras formales y estilizadas basadas en las obras de grandes pintores del pasado. Las escuelas Kanō y Tosa eran sinónimos del formalismo rígido de la época. Por esta razón algunos artistas, se rebelaron contra el realismo de Ōkyo, y fundaron la escuela nanga (pintura del sur), que se basaba principalmente en el estilo promulgado por la escuela del Sur de pintura china. En contraposición, los artistas Shijō intentaron reconciliar las diferencias estilísticas entre las escuelas a través de la creación de obras que sintetizaban los mejores elementos de cada una. 
El estilo de la escuela Shijō se enfocaba en un realismo objetivo (que fue influenciado por la cultura occidental) obtenido a través del empleo de técnicas de pintura japonesas. No se enfocaba en la representación exacta del objeto pintado, pero por el contrario buscaba expresar el espíritu interno, alcanzando un elemento humorístico y alegre en comparación de la escuela Maruyama. Algunos temas populares entre los artistas Shijō fueron la pintura de paisajes serenos, la poesía tradicional china y las costumbres confucionistas. Sin embargo, hubo poco interés en representar las leyendas, las historia o la literatura clásica. 
Uno de los artistas Shijō más conocidos en occidente fue Mori Sosen, el cual se dedicó a la pintura de monos en la mayoría de sus obras. Asimismo, Shibata Zeshin también este asociado con la escuela Shijō, a pesar de que trabajó en una variedad de estilos y técnicas artísticas como el barnizado de objetos. 

## Artistas destacados de la escuela Shijō
- Maruyama Goshun (1752-1811)
- Maruyama Ōkyo (1733–1795)
- Mori Sosen (1747-1821)
- Kikuchi Yōsai (1781-1878)
- Ohara Shoson (Koson) (1878-1945)
- Shibata Zeshin (1807-1891)